# Abu Nuaim Riduão
Abu Nuaim Riduão (Abu Nu'aim Riduan) foi ministro e comandante militar no Emirado Nacérida de Granada. Nascido cristão de origem castelhana e catalã, foi capturado ainda criança em Calatrava e levado como escravo ao palácio. Se converteu ao Islã e subiu na hierarquia durante o reinado de Ismail I (r. 1314–1325), eventualmente nomeado tutor do filho do sultão, Maomé. Quando este último se tornou o sultão Maomé IV aos dez anos, Riduão permaneceu no comando dele e agiu como uma espécie de regente junto com a avó do sultão, Fátima binte Alamar. Maomé o nomeou hájibe em 1329, tornando-o o ministro de mais alta patente na corte. Permaneceu nesta posição durante o reinado do sucessor de Maomé, Iúçufe I, e o primeiro reinado (1354–1359) de Maomé V, exceto por uma breve pausa durante o governo de Iúçufe. Foi morto durante um golpe que depôs Maomé V em 1359.